# DB 216 sorozat
A DB 216 sorozat (eredetileg DB V 160 sorozat) egy német B'B' tengelyelrendezésű vonali dízel-hidraulikus hajtású dízelmozdony-sorozat. 1964-ben kezdték el gyártani. Ez a V160-as család első változata, amelyet a Deutsche Bundesbahn számára építettek közepes/nehéz vonatok számára.
A sorozat mozdonyai sikeresek voltak, amelyekből végül egy hasonló mozdonycsalád alakult ki (lásd DB V 160 sorozat). Mivel gőzfűtésük volt, és a későbbi években nem volt hozzá megfelelő kocsi, a családból elsők között vonták ki őket, 2004 után már egyetlen példányt sem üzemeltetett a Deutsche Bahn.
Néhány példányt átalakítottak a rövid életű DB 226 sorozattá, más példányokat pedig átépítettek, és még mindig magánüzemeltetőknél állnak szolgálatban.

## Háttér és története
A DB V 80-as sorozatú dízel-hidraulikus mozdony jó teljesítményét követően, a német vasutak történetének III. korszakának nevezett időszakban a Deutsche Bundesbahn (1953-ban) több új dízelmozdonytípus építését tervezte, elsősorban a gőzmozdonyok kiváltására; ezek a következők voltak: DB V 60 és DB V 65, mindkettő tolatómozdony, a DB V 65.2, szintén tolatásra, valamint könnyű tehervonatokra, a DB V 200 sorozat, expressz személyvonatokra, és a DB V 160 sorozat, mind teher-, mind személyszállítási munkára a fővonalakon.
Kezdetben egy 1600 lóerős gépet terveztek, amely két, a V 80-asban használt típusú motort használt; hasonlóan a V 200-ashoz, amelyet két, a V 100-asban használt típusú motor hajtott. Rájöttek azonban, hogy ha egyetlen nagy teljesítményű motort lehetne használni, akkor a karbantartási és egyéb költségek csökkennének.
Az új sorozat a 03, a 23, a 38.10 (pr P 8), a 39 (pr P 10), az 50, az 57 (pr G 10) és a 78 (pr T 18) típusú gőzmozdonyokat váltotta volna fel. Gőzfűtésre (az utaskocsikhoz) volt szükség, és 120 km/h végsebességet írtak elő.
1956 tavaszán kezdődött a fejlesztés a Kruppnál, az első egységet 1960. augusztus 6-án szállították le, 1962-ig további nyolc egységet szállítottak le mind a Krupp, mind a Henschel. Ezek a prototípusok később szokatlanok lettek az egész V 160-as családon belül a lekerekített orr-részük miatt - a V 200-asokhoz hasonló, de kevésbé kifinomult kivitelben -, és e "gömbölyded" orr-rész miatt a mozdonyok a lollo becenevet kapták (Gina Lollobrigidára utalva). A Henschel 1963-ban gyártott egy utolsó, tizedik V 160 010 prototípust, amely az első volt a szögletes orr-résszel; a modernebb megjelenésű orr-rész a Henschel V 320 001 prototípus mozdonyból származott, amelyből csak egy példány készült.
A prototípusok jól teljesítettek, és megkezdődött a sorozatgyártás, a V 160 011 és V 160 224 közötti számokat 1964 és 1968 között a Krupp, a Henschel, a KHD, a Krauss-Maffei és a Maschinenbau Kiel gyártotta. Mire a 156. példányt legyártották, a Deutsche Bundesbahn megváltoztatta a számozási rendszerét; ettől kezdve a sorozat 216-os számot kapott, az egyes egységek számozása pedig a korábbiak szerint folytatódott.
A következő évtizedben a változó igények miatt - főleg a nagyobb teljesítmény és sebesség, valamint az elektromos utasfűtés igénye miatt - számos rokon sorozat alakult ki: a 210, 215, 217, 217, 218 és 219 sorozat. (lásd a DB V 160 sorozat cikket); bár néhány közülük kicsit hosszabb volt, és további alkatrészeket tartalmazott, lényegében mindegyik az eredeti V 160-asra épült; végül több mint 800 gépet építettek az összes típusból.

### DH 1504

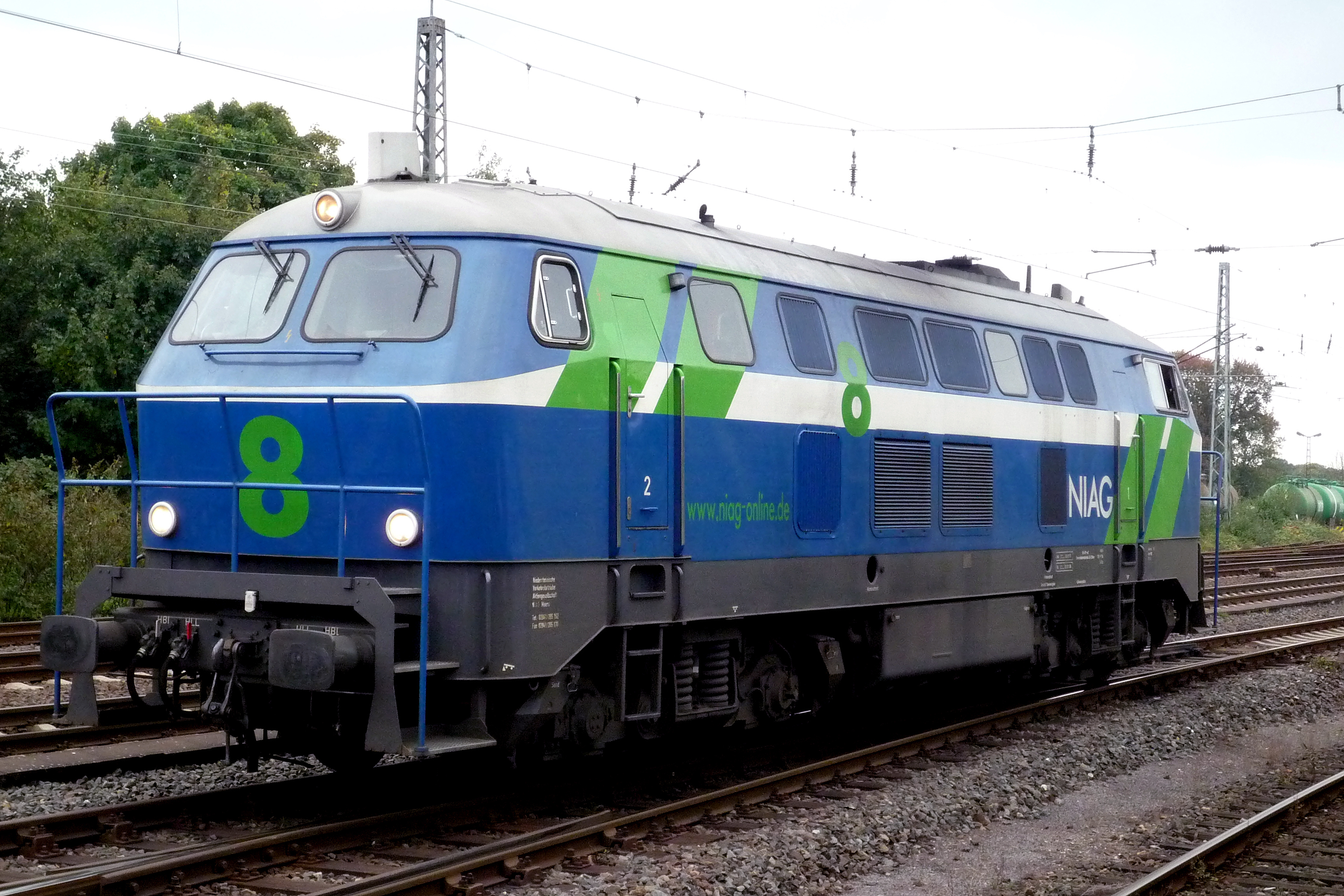
A NIAG egyik DH 1504 mozdonya

A DH 1504 a DB 216 átépítésével kialakított mozdonysorozat, melyet 1998-ban mutatott be a mettmanni székhelyű OnRail Gesellschaft für Eisenbahnausrüstung und Zubehör mbH német vállalat. A koncepció az volt, hogy a korábban állami tulajdonban lévő 216 sorozat néhány példányából egy új, közepes teljesítményű fővonali mozdonyt hozzanak létre. Ehhez egy szinte teljesen új mozdonyt építettek, amelynél csak a hajtómű, a forgóvázak és a keret lett átvéve a donormozdonyból. A DH 1504-eseket 1500 kW-os MTU motorok hajtják, mindegyik távvezérelhető. Összesen hat ilyen mozdony épült a Vossloh Schienenfahrzeugtechnik (VSFT) kieli és moersi, illetve a Deutsche Bahn chemnitzi üzemében, három mozdony az Osthannoversche Eisenbahnennél (OHE), kettő a Niederrheinische Verkehrsbetriebénél (NIAG), egy pedig a Mindener Kreisbahnennál (MKB) állt szolgálatba.